# Latenza dell'interruzione
In informatica, si definisce latenza dell'interruzione, o dell'interrupt, il tempo che intercorre tra l'istante in cui viene generata l'interruzione da parte di un dispositivo elettronico e l'istante in cui la stessa inizia ad essere gestita con l'esecuzione della Interrupt Service Routine.